# Boeing Phantom Works

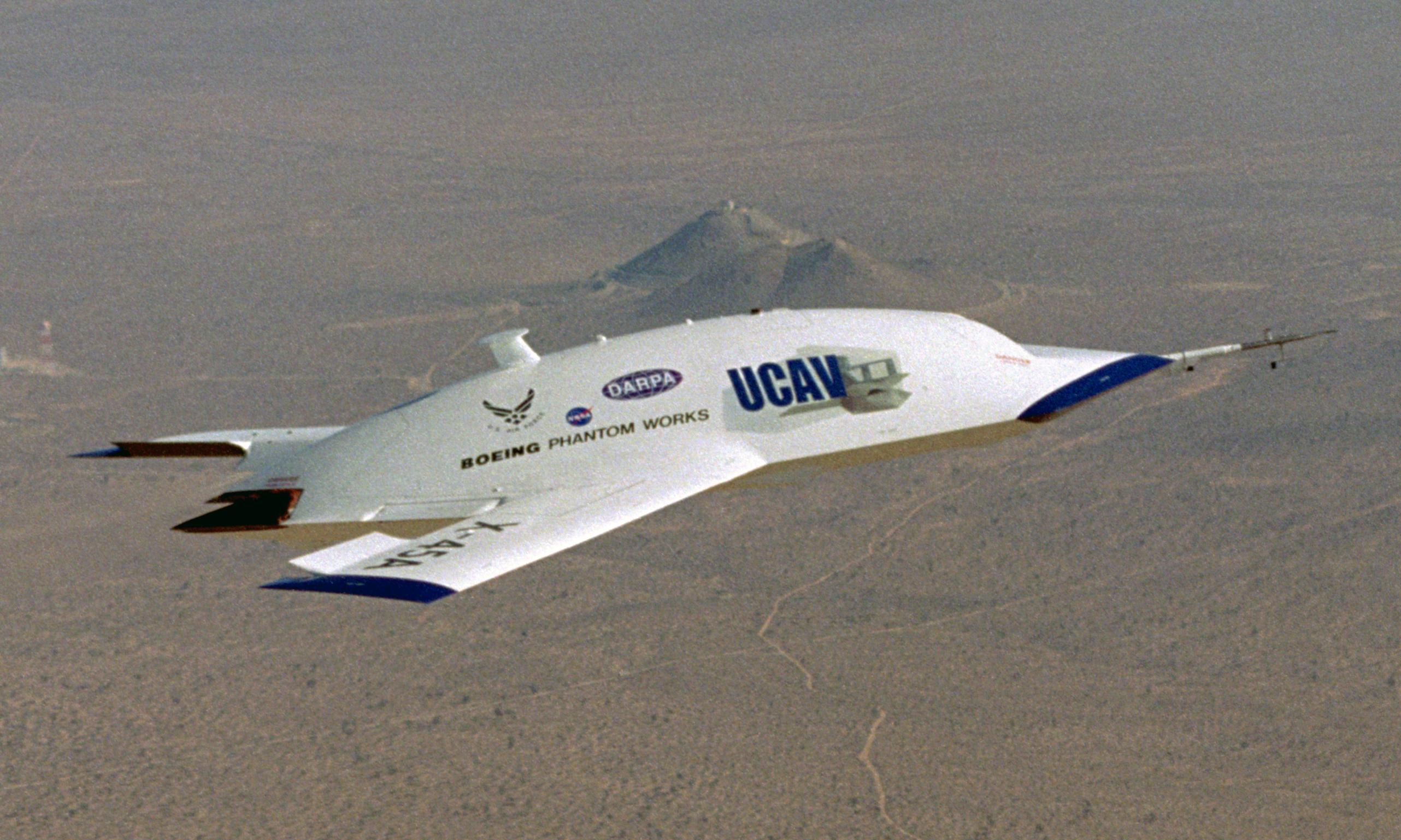
Boeing X-45A UCAV

La división Phantom Works es el principal brazo de investigación y desarrollo de la compañía Boeing. Fundada por McDonnell Douglas antes de la fusión con Boeing, su objetivo principal ha sido el desarrollo de avanzados productos militares y tecnológicos. Tras la fusión, la investigación y el desarrollo se amplió para cubrir usos comerciales y espaciales.
Phantom Works está organizada en equipos de sistemas y equipos de tecnología avanzada. Los sistemas avanzados específicos se centran en los nuevos mercados de negocio. Los equipos de avanzada tecnología se centran en proporcionar ingeniería, información y tecnologías de fabricación para uso de todas las unidades de negocio para Boeing.

## Proyectos de Phantom Works
- X-32 Joint Strike Fighter
- Bird of Prey concepto de un avión furtivo
- A160 Hummingbird helicóptero (Vehículo aéreo no tripulado),
- X-37 Advanced Technology Demonstrator
- Pelican ULTRA
- X-45 UCAV
- F-47
- X-48B Blended Wing Body Concept
- X-53 Active Aeroelastic Wing
- Quad TiltRotor (Bell Helicopter)
- Boeing Phantom Eye
- Boeing SolarEagle

Unidades comerciales:
- BR&TE Boeing Research and Technology Europe